# 曹君利
曹君利（1969年3月—），男，汉族，江苏邳州人，中华人民共和国政治人物。现任徐州医科大学副校长、麻醉学院院长。第十四届全国政协委员。